# Lygrus latefemorata
Lygrus latefemorata är en skalbaggsart som först beskrevs av Reé Michel Quentin och Jean François Villiers 1980.  Lygrus latefemorata ingår i släktet Lygrus och familjen långhorningar. Inga underarter finns listade i Catalogue of Life.